# 미국 수정 헌법 제23조
미국 수정 헌법 제23조는 미국 대통령 선거에 대한 참정권을 컬럼비아 구로 확대한 미국 헌법의 수정 조항이다. 이 수정 조항은 미국 연방정부가 소재한 컬럼비아 구에서도 다른 주들에서처럼 선거인단을 구성하여 대선에 참여할 수 있게 하되 그 수가 가장 인구가 적은 주의 것을 넘지 못하도록 규정한다.
1960년 6월 16일 의회에서 제안되어 1961년 3월 29일 정족수의 주의회에서 비준되었다.

## 전문
제1절. 합중국정부 소재지를 구성하고 있는 지구는 연방의회가 다음과 같이 정한 방식에 따라 대통령 및 부통령의 선거인을 임명한다:
그 선거인의 수는 이 지구가 주라면 배당받을 수 있는 연방의원 내의 상원 및 하원 의원수와 같은 수이다. 그러나 어떠한 경우에도 최소의 인구를 가진 주보다 더 많을 수 없다. 그들은 각주가 임명한 선거인들에 첨가된다. 그러나 그들도 대통령 및 부통령의 선거를 위하여 주가 선정한 선거인으로 간주된다. 그들은 이 지구에서 회합하여, 헌법수정 제12조가 규정하고 있는 바와 같은 직무를 수행한다.
제2절. 합중국의회는 적절한 입법에 의하여 본 조를 시행할 권한을 가진다.
Section 1. The District constituting the seat of Government of the United States shall appoint in such manner as the Congress may direct:
A number of electors of President and Vice President equal to the whole number of Senators and Representatives in Congress to which the District would be entitled if it were a State, but in no event more than the least populous State; they shall be in addition to those appointed by the States, but they shall be considered, for the purposes of the election of President and Vice President, to be electors appointed by a State; and they shall meet in the District and perform such duties as provided by the twelfth article of amendment.
Section 2. The Congress shall have power to enforce this article by appropriate legislation.

## 같이 보기
- 미국 대통령 선거
- 워싱턴 D.C.